# ناديا كيتشينوك
ناديا كيتشينوك (بالأوكرانية: Кіченок Надія Вікторівна) مواليد 20 يوليو 1992 في دنيبروبتروفسك، هي لاعبة كرة مضرب أوكرانية بدأت مسيرتها كمحترفة سنة 2006 تلعب باليد اليمنى وتحتل حالياً المرتبة 290 (8 فبراير 2016) في تصنيف رابطة محترفات كرة المضرب.

## روابط خارجية
- ناديا كيتشينوك على موقع رابطة محترفات التنس (الإنجليزية)
- ناديا كيتشينوك على موقع الاتحاد الدولي لكرة المضرب (الإنجليزية)
- ناديا كيتشينوك على موقع كأس بيلي جين كينغ (الإنجليزية)
- ناديا كيتشينوك على موقع بطولة ويمبلدون (الإنجليزية)
- ناديا كيتشينوك على موقع خلاصة التنس.كوم (الإنجليزية)
- ناديا كيتشينوك على موقع إي إس بي إن.كوم (الإنجليزية)
- ناديا كيتشينوك على موقع اللجنة الأولمبية الدولية (الإنجليزية)
- ناديا كيتشينوك على موقع أوليمبيديا (الإنجليزية)